# Papa's Delicate Condition
Papa's Delicate Condition (El delicado estado de papá en España y Los líos de papá en Hispanoamérica) es una película de 1963 protagonizada por Jackie Gleason y Glynis Johns. Se trata de una adaptación de las memorias de Corinne Griffith, del mismo título, que hablan de su padre y de su infancia en Texarkana, Texas. Jimmy Van Heusen y Sammy Cahn ganaron el Óscar a la mejor canción original por el tema Call Me Irresponsible.
Otra canción de los mismos autores, Walking Happy, se iba a utilizar en una escena con Gleason y su hija en pantalla, Linda Bruhl, cuando van por la calle mientras el canta sobre la gente que se encuentran por el camino, pero la escena se cortó antes del estreno. La canción se reutilizó posteriormente en un musical de Broadway del mismo título.